# Charles Lenox Remond

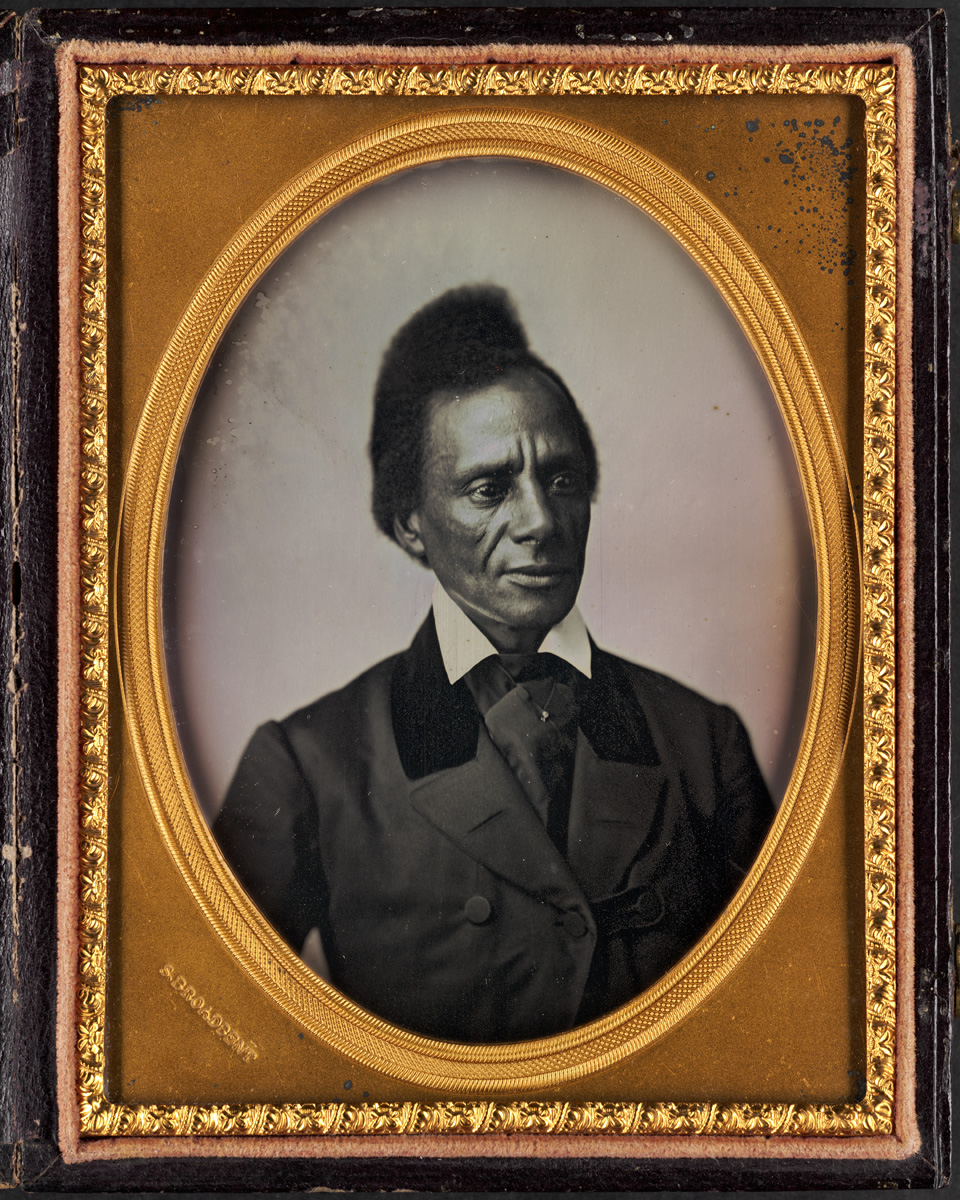
Daguerreotypie von Charles Lenox Remond, aufgenommen von Samuel Broadbent Jr. (1810–1880). Größe (im Etui): Höhe: 12 cm, Breite: 9,5 cm. Boston Public Library

Charles Lenox Remond (* 1. Februar 1810 in Salem, Massachusetts, USA; † 22. Dezember 1873 in Boston) war ein US-amerikanischer Redner und Aktivist der Abolitionsbewegung.

## Leben
Charles Lenox Remond wurde 1810 in Salem, Massachusetts, als ältestes Kind von John Remond, der aus Curaçao stammte, und Nancy Lenox, deren Vater im Amerikanischen Unabhängigkeitskrieg diente, geboren. Ihr neuntes Kind, Sarah, kam 1826 zur Welt. Sowohl Charles als auch Sarah engagierten sich als prominente Aktivisten im Kampf gegen die Sklaverei. Sie reisten gemeinsam und getrennt durch die USA und Europa und hielten Reden für die Abschaffung der Sklaverei. Die Familie gehörte zur freien afroamerikanischen Oberschicht von Salem und war politisch engagiert.
Ab etwa 1827 hielt Remond öffentliche Reden gegen die Sklaverei. 1838 wurde er Agent der Massachusetts Anti-Slavery Society und arbeitete für Zeitungen wie The Liberator. 1840 war er Delegierter der American Anti-Slavery Society beim Welt-Antisklaverei-Kongress in London. Anschließend unternahm er eine 19-monatige Vortragsreise durch England, Irland und Schottland. 1842 engagierte er sich in Massachusetts erstmals vor der Landeslegislative gegen Diskriminierung im öffentlichen Verkehr.
Während des Amerikanischen Bürgerkriegs half er bei der Rekrutierung afroamerikanischer Freiwilliger für das Massachusetts 54th Regiment of the United States Colored Troops. Nach dem Krieg arbeitete er als Beamter im Zollamt in Boston und später als Inspektor für Straßenlaternen. Zudem besaß er eine Farm in South Reading (heute Wakefield) in Massachusetts. Er starb am 22. Dezember 1873 in Boston und wurde auf dem Harmony Grove Cemetery in Salem beigesetzt.

## Werk
Charles Lenox Remond war ein einflussreicher Redner und Aktivist im Kampf gegen die Sklaverei. Seine Reden zeichneten sich durch moralische Klarheit, emotional wirkungsvolle Analogien und eine zugleich kämpferische als auch überzeugende Rhetorik aus. Zu Beginn vertrat er gewaltfreie Strategien, später dann auch radikalere Positionen gegenüber Sklaverei und Diskriminierung. Stilistisch kombinierte er scharfe politische Analysen mit einem empathischen Appell. In seinen Vorträgen thematisierte er die Lebensbedingungen versklavter Schwarzer im Süden sowie die systematische Unterdrückung freier Afroamerikaner im Norden der USA. Insbesondere in Großbritannien genoss er hohe Anerkennung. Nach seinem Aufenthalt verabschiedete er sich mit Plädoyers für transatlantische Solidarität unter den abolitionistischen Bewegungen.